# Мечи чал
Мечи чал е връх в Родопите, разположен на а 1 km от град Чепеларе и на 11 km от Пампорово. Има ски курорт и в подножието на върха има хижа. Тук се намира и една от най-дългите ски-писти в България, съоръжена с влекове и четириседалкова въжена линия, стигаща до върха за 9 минути. Върхът е висок 1872,6 m.

## Писти
От връх Мечи чал тръгват няколко ски писти с различна трудност и с обща дължина от 20 km. Пистата за алпийски дисциплини е с дължина 3250 m, ширина 50 m и денивелация 720 m. Туристическата ски писта е с дължина 5150 m, ширина 25 m и денивелация 720 m. Пистата за ски-бягане е дълга 3000 m и е на 1860 m надморска височина.
Най-голямата ски зона на Балканите е официално действаща, след като к.к. Пампорово и ски зона „Мечи чал“ се обединиха в мега курорта „Пампорово – Мечи чал“ от зимен сезон 2016/17.
„Мечи чал“ разполага с 12 писти с различна трудност с обща дължина 20 km. Трасето „Мечи чал – 1“ е най-дългата писта за ски алпийски дисциплини в България и е сертифицирана от ФИС с възможност да приема състезания от световен ранг.
Разстоянието между Пампорово и Чепеларе не е голямо – 9 km. „Пампорово“ АД вече има от няколко години модерен лифт до с. Стойките, докъдето разстоянието е 7 km. Проектирано е изграждане на нов лифт от там до връх Мечи чал и горна станция, където ще се осъществява една от връзките между двете зони.